# باول داونينج
باول داونينج (بالإنجليزية: Paul Downing)‏ (26 أكتوبر 1991 في المملكة المتحدة - ) هو لاعب كرة قدم بريطاني في مركز الدفاع. لعب مع شروزبري تاون ونادي بارنت ونادي روذرهام يونايتد ونادي هيرفورد ونادي والسول ووست بروميتش ألبيون.

## وصلات خارجية
- باول داونينج على موقع قاعدة بيانات كرة القدم.إي يو (الإنجليزية)
- باول داونينج على موقع Soccerbase.com (لاعب) (الإنجليزية)
- باول داونينج على موقع Soccerway.com (الإنجليزية)